# オールスター番組対抗クイズ“WHAT!!”
『オールスター番組対抗クイズ "WHAT!!"』（オールスターばんぐみたいこうクイズホワット）は、1982年3月31日（水曜） 19:00 - 20:54 （日本標準時）に日本テレビ系列で放送された日本テレビ製作のクイズ番組である。

## 概要
日本テレビの人気番組と新番組の出演者たちが一堂に会し、紅白2チームに分かれてのクイズ合戦を繰り広げていた春の特別番組。問題は、各番組と出演者に因んだものが出されていた。司会は、当時日本テレビのアナウンサーだった徳光和夫と福留功男が務めた。

## 参加番組
- 笑点
- 太陽にほえろ!
- 水曜劇場・女かじき特急便
- わっ!!ツービートだ
- 金曜劇場・田中丸家御一同様
- グランド劇場・天まであがれ!
- ルックルックこんにちは
- 新婚さん!目方でドン
- 独占スポーツ情報
- テレビ三面記事 ウィークエンダー
- 松平右近事件帳
- お昼のワイドショー
- 陽あたり良好!（ドラマ版）

- 火曜サスペンス劇場
- カックラキン大放送!!
- スター誕生!
- ズームイン!!朝!
- ごちそうさま
- 三枝の爆笑夫婦
- 全日本プロレス中継
- おしゃれ
- 水曜ロードショー
- お笑いスター誕生!!
- ザ・トップテン
- 勝抜きドンドン歌合戦

プロ野球ナイター中継の関係者、『六神合体ゴッドマーズ』などの日本テレビ系アニメの関係者、『元祖どっきりカメラ』のような不定期番組の出演者、よみうりテレビ製作番組『びっくり日本新記録』と『2時のワイドショー』の出演者、中京テレビ製作番組『お笑いマンガ道場』の出演者は参加せず。